# Kościół Matki Bożej Częstochowskiej w Trzeboszu
Kościół Matki Bożej Częstochowskiej w Trzeboszu – katolicki kościół filialny znajdujący się w Trzeboszu (powiat rawicki, województwo wielkopolskie). 1 czerwca 1968 został wpisany do rejestru zabytków pod numerem 866/Wlkp/A. Należy do parafii Najświętszego Serca Jezusa w Bojanowie.

## Historia

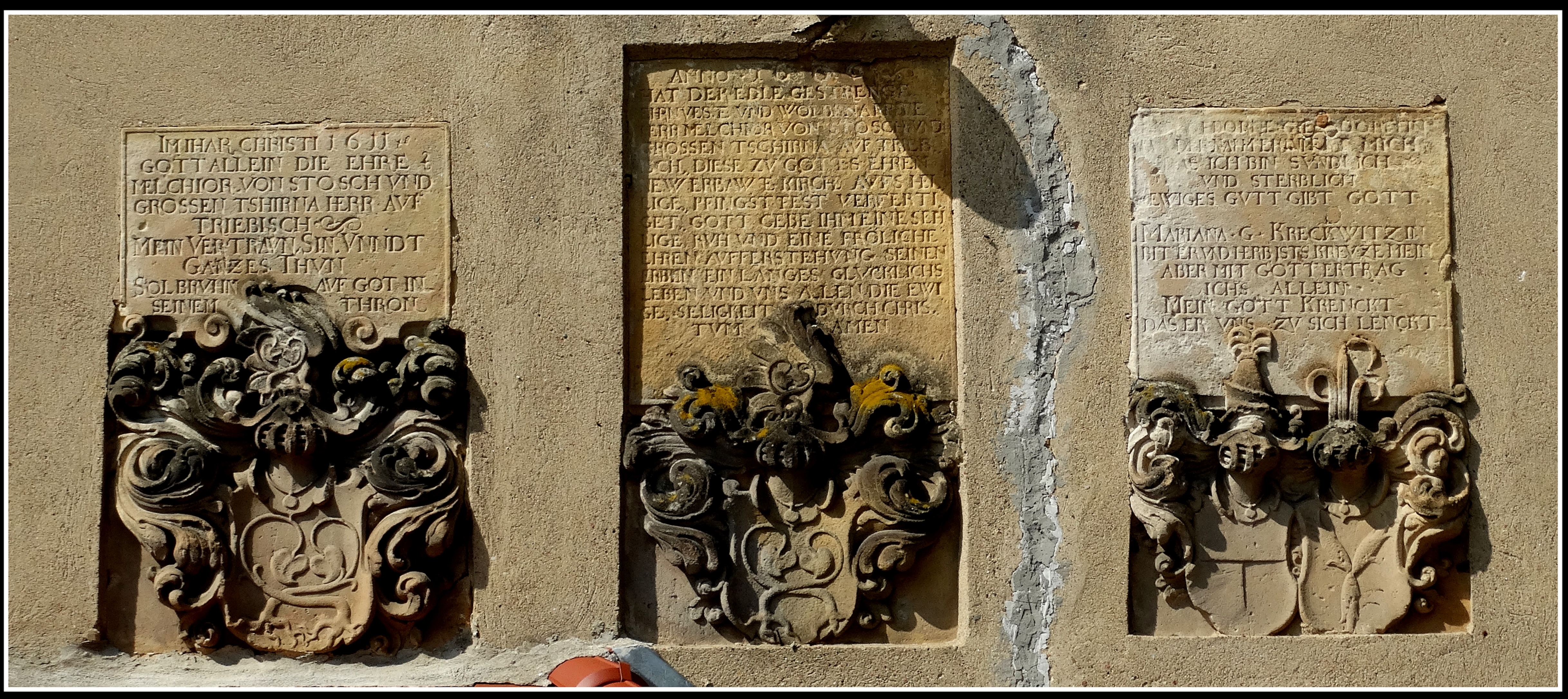
Epitafia nad wejściem

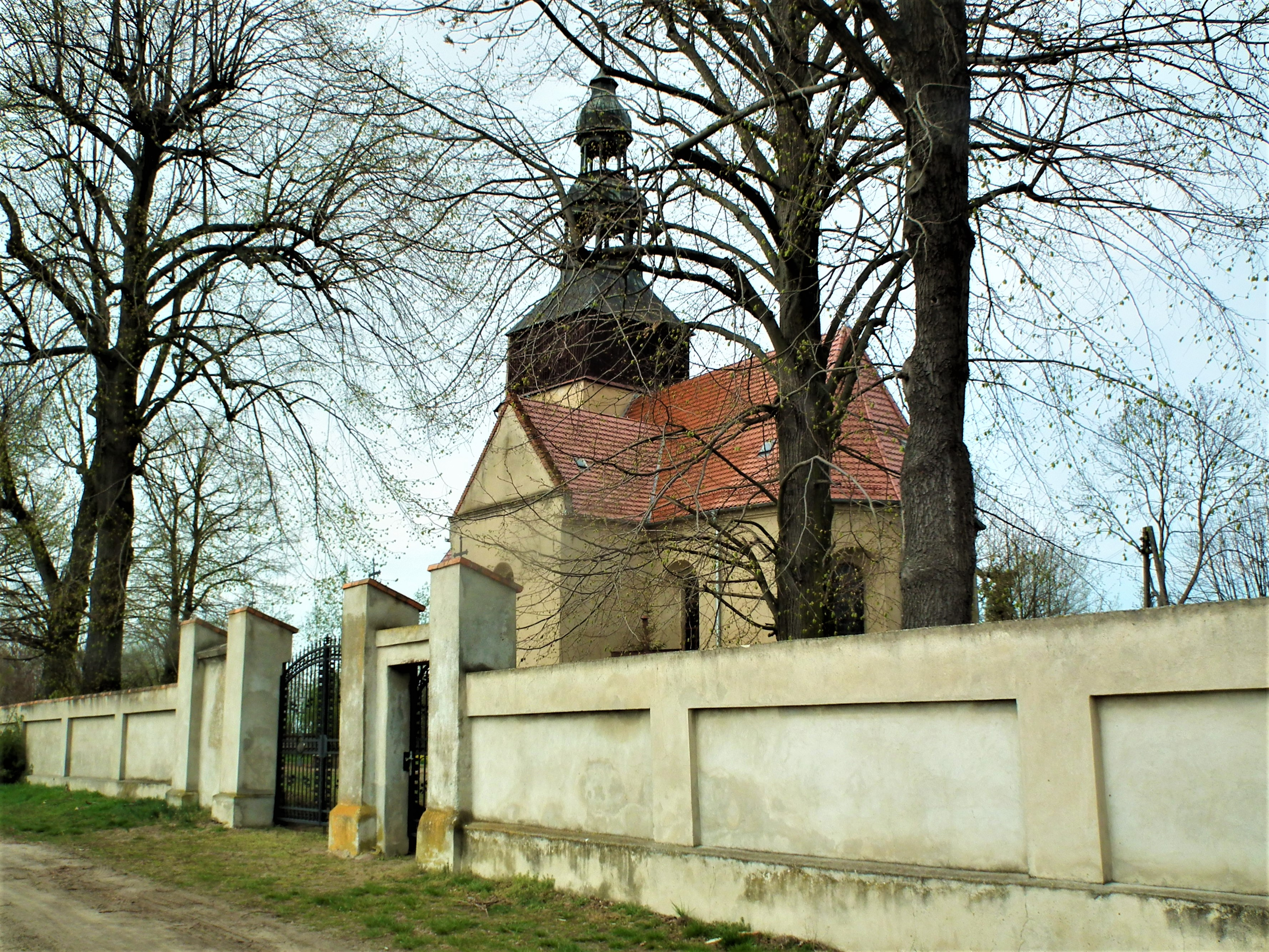
Mur z bramą

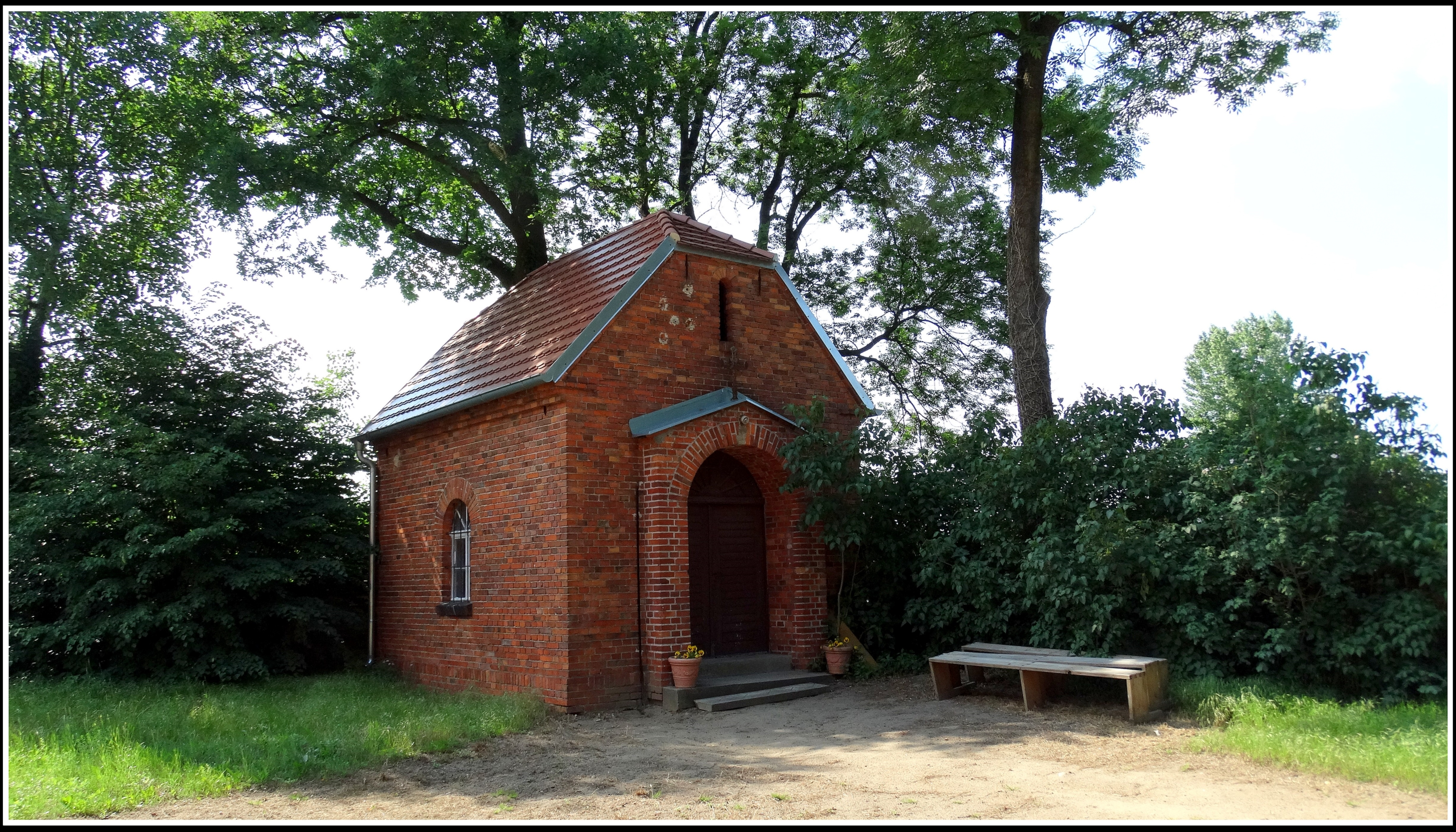
Kaplica z początku XVIII wieku

Parafia była we wsi wzmiankowana w 1406. W 1555 lub 1581 właściciel wsi, Mikołaj Bojanowski, oddał świątynię protestantom. Andrzej Bojanowski (syn Mikołaja) dobudował do kościoła sklepioną kaplicę grobową dla swojego rodu. Obecny obiekt ufundował w 1606 Melchiora v. Stosch z żoną Ewą Marianną, co upamiętnia zachowana tablica fundacyjna u wejścia. Mury został prawdopodobnie oparte na starszym założeniu Bojanowskich z XV wieku. W 1855 i 1906 kościół remontowano. W1931 roku obszar dworski wraz z gminą Trzebosz zostały wyłączone z parafii w Wąsoszu i przyłączone do ówczesnej parafii w Gołaszynie.

## Architektura
Bryła jest wczesnobarokowa, a wnętrze nosi cechy renesansu. Kościół jest murowany, tynkowany, z kamiennymi fundamentami. Przy północno-zachodnim narożniku dobudowana jest kaplica grobowa Bojanowskich. Wieża wznosi się od zachodu i tylko jej ściana jest murowana, pozostała konstrukcja jest wykonana z drewna. Wieża ma też drewniany baniasty hełm i kryta jest blachą. Korpus kościoła pokryty jest dachówką karpiówką. Prezbiterium i nawa mają jednakową szerokość. W zachodniej części kościoła znajduje się chór muzyczny, a w kruchcie dwukondygnacyjna empora.

## Wyposażenie wnętrza
Do zabytków późnego renesansu należą: ołtarz główny (tryptyk z 1607), ambona i sześcioboczna chrzcielnica z główkami aniołów i herbami rodzin von Stosch i von Kreckwitz (początek XVII wieku). W 1906 obiekty te zostały wyremontowane. W centralnym polu tryptyku umieszczono płaskorzeźbę Ostatniej Wieczerzy. Pod polem środkowym znajdują się cztery kartusze z herbami rodzin śląskich. W polach skrzydeł od wewnątrz wyobrażono czterech ewangelistów, a od zewnątrz zamieszczono wersy z Pisma Świętego i datę 1607. W predelli jest scena Zwiastowania Pańskiego, a w zwieńczeniu rzeźby pasyjne, aniołów i Chrystusa Zmartwychwstałego.
Wnętrze przykryte jest stropem kasetonowym.

## Płyty i epitafia
Nad wejściem do kruchty zachowały się trzy kamienne płyty, przy czym dwie skrajne to epitafia z kartuszami herbowymi przeniesione w XIX wieku z mauzoleum von Stoschów. Upamiętniają Melchiora (lewa) oraz Ewę von Gersdorff i Mariannę Kreckwitz (prawa). Płyta środkowa jest płytą fundacyjną z 1606. Upamiętnia budowę świątyni przez Melchiora von Stoscha i też zawiera kartusz herbowy. Wewnątrz kościoła zachowane są również epitafia Juliusza Augusta von Bothmer (zm. 1737) i jego małżonki, Barbary Heleny (zm. 1738).

## Otoczenie
Świątynię otacza ceglany mur z dwoma bramami i furtką od północy. Obok kościoła stoi późnobarokowa plebania z drugiej połowy XVIII wieku. Teren przykościelny porastają okazałe lipy. Na przykościelnym cmentarzu stoi kaplica z początku XVIII wieku z portretem księdza Bartłomieja Dorstena (około 1708).